# Misumi Group Honsha
Die K.K. Misumi Group Honsha (jap. 株式会社ミスミグループ本社, Kabushiki kaisha Misumi Gurūpu Honsha, engl. Misumi Group Inc.) ist ein Unternehmen, das über 220.000 Kunden (Stand 2017) weltweit mit mechanischen Komponenten für die Automatisierungstechnik, den Sondermaschinenbau sowie für den Stanzwerkzeugbau und den Spritzgussformenbau beliefert. Misumi-Produkte werden in unterschiedlichen Industriezweigen wie z. B. Automobilindustrie, Elektrik und Elektronik, Halbleiter-, Medizintechnik sowie Verpackungsindustrie eingesetzt.

## Geschichte
Gegründet wurde das Unternehmen 1963 unter dem Namen Misumi Shōji K.K. (三住商事株式会社, dt. etwa: „Misumi Handels-AG“, engl. Misumi Shoji Co., Ltd.) als kleines Versandhandelsunternehmen für elektronische Bauteile und Lagerungstechnik. Zwei Jahre später kam der Versand für Komponenten für den Stanzwerkzeugbau hinzu. Bis Mitte der siebziger Jahre wurden in Japan zahlreiche Vertriebsbüros eröffnet, wodurch ein engmaschiges Vertriebsnetz entstand. 1977 konnte der erste Katalog für Stanzwerkzeugbau-Komponenten veröffentlicht werden. Zunehmend konzentrierte sich das Unternehmen auf den Katalogversand und sein Vertriebsmodell. Dieses unterschied sich von Mitbewerbern dahingehend, dass der Kunde die benötigten Bauteile in sehr detaillierten Schritten selbst konfigurieren konnte und somit die teure und aufwändige Spezialfertigung anhand von individuellen Zeichnungen entfiel. Mitte der 1980er Jahre erschien ein weiterer Katalog: Komponenten für den Spritzgussformenbau. Damit dehnte das Unternehmen sein Vertriebsmodell auf eine weitere Bauteilgruppe aus. 1987 begann Misumi im außerjapanischen Raum zu expandieren. Zunächst wurden in Taiwan, ein Jahr später auch in den USA Niederlassungen eröffnet. Ebenfalls 1988 wurde das Produktportfolio nochmals erweitert: Es erschien der erste Katalog für Komponenten für Montageautomation und Sondermaschinenbau. 1989 erhielt das Unternehmen seine heutige Firmierung.
Mit der Gründung der MISUMI UK Ltd. in Großbritannien expandierte das Unternehmen 1989 erstmals nach Europa. In den 1990er Jahren wurden zahlreiche Niederlassungen und Vertriebszentren im asiatischen Raum eröffnet. Seit 1994 ist das Unternehmen an der Tokioter Börse notiert, seit 1998 im ersten Segment. 2003 wurde in Deutschland die MISUMI Europa GmbH als weitere europäische Niederlassung eröffnet. In den folgenden Jahren wurden weltweit zahlreiche Vertriebszentren aufgebaut, um den mittlerweile weltumspannenden Versand von Millionen von Bauteilen zu optimieren.

### Heutige Unternehmensstruktur
Während Misumi bis zum Jahr 2005 ausschließlich als Handelsunternehmen auftrat, änderte sich dies mit der Fusion mit dem Komponentenhersteller Suruga Seiki K.K. (駿河精機株式会社, engl. Suruga Seiki Co., Ltd.). Damit konnte Misumi erstmals die gesamte Prozesskette von der Herstellung bis zum Vertrieb selbst kontrollieren und war nicht mehr ausschließlich von Drittherstellern abhängig. Die fusionierten Unternehmen wurden umstrukturiert. Die Misumi Group zeichnet verantwortlich für alle globalen Aktivitäten in den Bereichen Marketing, Logistik, Informationssysteme, Produktentwicklung, Produktherstellung sowie deren Beaufsichtigung. Die unter diesem Dach fungierende K.K. Misumi (株式会社ミスミ, Misumi Corporation), mit den Bereichen Stanzwerkzeugbau, Spritzgussformenbau sowie Standardkomponenten für Montageautomation und Sondermaschinenbau, ist für die Umsetzung der Konzepte verantwortlich. Für den Bereich der Komponentenherstellung zeichnet die Suruga Seiki verantwortlich. Die dritte Tochter unter dem Dach ist die K.K. Promiclos (株式会社プロミクロス, engl. Promiclos Corporation) für die Herstellung von medizinischen Instrumenten.

## MISUMI Europa GmbH
Die MISUMI Europa GmbH mit Sitz in Deutschland ist für die Vertriebsaktivitäten in Europa und Afrika verantwortlich. In Frankfurt a. M. verfügt MISUMI im Stadtteil Kalbach über ein Logistik-Center. Von hier aus werden sämtliche Komponenten nach ganz Europa und Afrika versendet. Die Europazentrale des Unternehmens befindet sich im Frankfurter Stadtteil Bockenheim im St Martin Tower. Ein weiteres Vertriebsbüro existiert in Mailand.